# Rivière Crowe
Pour les articles homonymes, voir Crowe.
La rivière Crowe est une rivière des comtés de Haliburton, Hastings, Northumberland et Peterborough, dans le sud de l'Ontario, au Canada. Elle se trouve dans le bassin hydrographique du lac Ontario et est un affluent de la rivière Trent.

## Cours
La rivière commence au lac Paudash (en) et sort au sud-est du lac sous la route 28 de l'Ontario et au-dessus du barrage du lac Paudash au hameau de Paudash dans le canton de Faraday (en), dans le comté de Hastings. Il tourne vers le sud-ouest et traverse le coin sud-est du canton de Highlands East (en) dans le comté de Haliburton, puis vers le sud dans le canton de North Kawartha (en) dans le comté de Peterborough. La rivière Crowe se dirige vers le sud-sud-est dans le comté d'Hastings dans le canton de Wollaston (en), traverse une large gorge à The Gut Conservation Area, reçoit l'affluent rive gauche Green River et atteint le lac Tangamong (en) .
La rivière continue vers le sud hors du lac sur une chute, prend dans l'affluent gauche Copeway Creek, passe dans la municipalité  de Marmora and Lake (en) à Mud Turtle Lake à l'est du hameau de Vansickle (en), retourne dans le comté de Peterborough dans le canton de Havelock-Belmont-Methuen (en), coule à travers le lac Cordova et sur le barrage du lac Cordova, et atteint le lac Belmont où il prend le principal affluent droit de la rivière North . Il quitte le lac de Crowe River Bay à l'est sur le barrage Belmont  jusqu'au lac Crowe, où il entre à nouveau dans le canton de Marmora et Lake, prend le principal affluent gauche du ruisseau Beaver et atteint la communauté de Marmora sur la route 7 de l'Ontario. À partir de là,
la rivière Crowe passe au-dessus du barrage de Marmora, dirige vers le sud-ouest dans le canton de Modèle:Lien Stirling-Rawdon, crée deux  chutes larges dans la zone de conservation des rapides de Callaghan, entre dans la municipalité de Trent Hills (en) dans le comté de Northumberland, coule sur le barrage d'Allan Mills, passe au-dessus de plusieurs chutes dans la zone de conservation de Crow Bridge, et atteint son embouchure à Crowe Bay sur la rivière Trent, juste en amont de l'écluse et du barrage de la voie navigable Trent–Severn Crowe Bay. La rivière Trent se jette dans la baie de Quinte sur le lac Ontario à Trenton.

## Bassin versant
La partie nord du bassin versant est dans un territoire peu habité du Bouclier canadien. À Marmora, le bassin versant s'étend dans le pays des plaines calcaires du Paléozoïque, avec des affleurements inhabituels du Bouclier canadien à travers le calcaire à Allan Mills et juste au-dessus de Crowe Bridge. La rivière draine une superficie d'environ 2 000 km2.

## Économie
À une certaine époque, la rivière était utilisée pour transporter les billes de bois jusqu'aux scieries de Marmora.  Les chutes de calcaire dans la zone de conservation de Callaghans Rapids et la zone de conservation de Crowe Bridge sont des sites populaires pour les kayakistes de printemps et les nageurs d'été.

## Affluents
- Beaver Creek (gauche)
- Rivière du Nord (droite)
- Ruisseau Copeway (gauche)
- Rivière verte (gauche)